# Thyenula armata
Thyenula armata är en spindelart som beskrevs av Wesolowska 200. Thyenula armata ingår i släktet Thyenula och familjen hoppspindlar. Inga underarter finns listade i Catalogue of Life.